# Cristiano III do Palatinado-Zweibrücken
Cristiano III do Palatinado-Zweibrücken (em alemão:  Christian III. von Pfalz-Zweibrücken; 7 de novembro de 1674 – 3 de fevereiro de 1735) foi um nobre alemão. Pertencia à Casa do Palatinado-Zweibrücken-Birkenfeld, que era um ramo secundário da Casa de Wittelsbach. Era filho de Cristiano II do Palatinado-Zweibrücken-Birkenfeld e de Catarina Ágata, Condessa de Rappoltstein.
Foi conde palatino e duque de Zweibrücken-Birkenfeld entre 1717 e 1731. Em 1731, herdou o Palatinado-Zweibrücken tornando-se assim duque de Zweibrücken. Foi também conde de Rappoltstein desde 1699 até à sua morte.

## Biografia
Cristiano nasceu em Estrasburgo em 1674. Foi o único filho de Cristiano II a chegar à idade adulta.
Começou a sua carreira no exército francês em 1697 e assumiu o comando do regimento da Alsácia. Em 1699, herdou o condado de Rappoltstein da sua mãe. Em 1702 tornou-se marechal-de-campo e, em 1704, foi promovido a tenente-general. Destacou-se em termos militares durante a Batalha de Oudenaarde, em 1708.
Em 1717, o seu pai morreu. Cristiano deixou o exército e assumiu a administração de Zweibrücken-Birkenfeld, que se tratava de um pequeno território pertencente ao Condado de Sponheim. Em 1731, o duque Gustavo do Palatinado-Zweibrücken morreu sem deixar descendentes e Cristiano III herdou os seus territórios. Os seus parentes opuseram-se, mas depois de chegar a acordo com Carlos III Filipe, Eleitor Palatino, num tratado assinado em Mannheim a 24 de dezembro de 1733, Cristiano recebeu oficialmente o Palatinado-Zweibrücken.
Morreu em Zweibrücken em 1735 e foi sepultado na Igreja de Alexandre (Alexanderkirche), em Zweibrücken.

## Casamento e descendência
Em 1719, no Schloss Lorentzen, Cristiano casou-se com a princesa Carolina de Nassau-Saarbrücken (1704–1774) e teve quatro filhosː
1. Carolina do Palatinado-Zweibrücken (9 de Março de 1721 - 30 de Março de 1774), casada com o marquês Luís IX de Hesse-Darmstadt; com descendência.
2. Cristiano IV do Palatinado-Zweibrücken (6 de Setembro de 1722 - 5 de Novembro de 1775), contraiu um casamento morganático com Maria Johanna Camasse, o que impediu os seus descendentes, os condes de Forbach, de subir ao trono.
3. Frederico Miguel, Conde Palatino de Zweibrücken (27 de Fevereiro de 1724 - 15 de Agosto de 1767), casado com Maria Francisca de Sulzbach; com descendência.
4. Cristiana Henriqueta do Palatinado-Zweibrücken (16 de Novembro de 1725 - 11 de Fevereiro de 1816), casada com Carlos Augusto, Príncipe de Waldeck e Pyrmont; com descendência.

## Ascendência
| Cristiano III do Palatinado-Zweibrücken | Pai: Cristiano II do Palatinado-Zweibrücken-Birkenfeld | Avô paterno: Cristiano I do Palatinado-Birkenfeld-Bischweiler | Bisavô paterno: Carlos I do Palatinado-Zweibrücken-Birkenfeld |
| Cristiano III do Palatinado-Zweibrücken | Pai: Cristiano II do Palatinado-Zweibrücken-Birkenfeld | Avô paterno: Cristiano I do Palatinado-Birkenfeld-Bischweiler | Bisavó paterna: Doroteia de Brunsvique-Luneburgo              |
| Cristiano III do Palatinado-Zweibrücken | Pai: Cristiano II do Palatinado-Zweibrücken-Birkenfeld | Avó paterna: Madalena Catarina do Palatinado-Zweibrücken      | Bisavô paterno: João II do Palatinado-Zweibrücken             |
| Cristiano III do Palatinado-Zweibrücken | Pai: Cristiano II do Palatinado-Zweibrücken-Birkenfeld | Avó paterna: Madalena Catarina do Palatinado-Zweibrücken      | Bisavó paterna: Catarina de Rohan                             |
| Cristiano III do Palatinado-Zweibrücken | Mãe: Catarina Ágata de Rappoltstein                    | Avô materno: João Jacob, Conde de Rappoltstein                | Bisavô materno: Everardo, Conde de Rappoltstein               |
| Cristiano III do Palatinado-Zweibrücken | Mãe: Catarina Ágata de Rappoltstein                    | Avô materno: João Jacob, Conde de Rappoltstein                | Bisavó materna: Ana de Salm-Kyrburg                           |
| Cristiano III do Palatinado-Zweibrücken | Mãe: Catarina Ágata de Rappoltstein                    | Avó materna: Ana Cláudia de Salm-Kyrburg                      | Bisavô materno: João Casimiro, Conde de Kyrburg               |
| Cristiano III do Palatinado-Zweibrücken | Mãe: Catarina Ágata de Rappoltstein                    | Avó materna: Ana Cláudia de Salm-Kyrburg                      | Bisavó materna: Doroteia de Solms-Laubach                     |